# Capela de Nossa Senhora do Ó de Paúla

A Capela de Nossa Senhora do Ó de Paúla faz parte da Paróquia de Cabanas de Torres e localiza-se na localidade de Paúla, na atual freguesia de Abrigada e Cabanas de Torres, no Município de Alenquer.

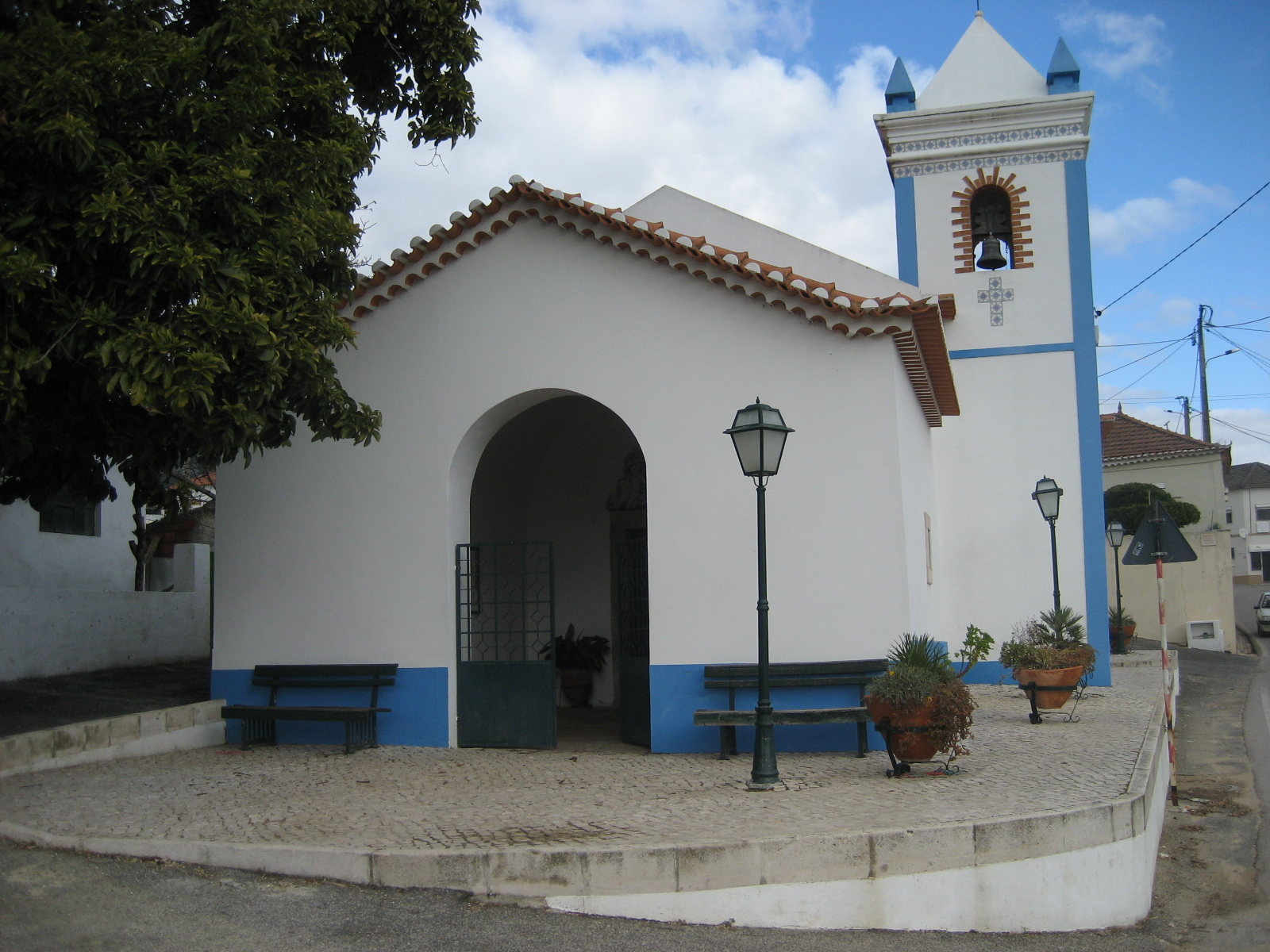
Capela de Nossa Senhora do Ó de Paúla

## A História do Monumento
Reza a lenda que este monumento terá sido mandado construir por D. Afonso Henriques em 1147 após a conquista de Santarém e aquando da sua viagem a caminho de Lisboa e o monumento tem por isso uma placa com  a inscrição: "Irigida em 1147".